# لیزرهای تصادفی
تفاوت لیزر تصادفی با انواع دیگر از لیزرها بیشتر به این خاطر است که کاواک آن نه تنها از آینه‌ها تشکیل نشده‌است، بلکه بوسیلهٔ پراکندگی‌های متعدد فوتون اولیه در یک مادهٔ فعال با آرایش اتمی بی‌نظم شکل گرفته‌است